# Winterausfallgeld
Winterausfallgeld war von 1996 bis Ende März 2006 in Deutschland eine Sozialleistung des Arbeitsamtes bzw. der Agentur für Arbeit im Rahmen der Winterbauförderung im Baugewerbe an gewerbliche Arbeitnehmer in Betrieben des Bauhauptgewerbes und des Garten- und Landschaftsbaus zum Ausgleich von witterungsbedingten Lohnausfällen.  
Das Winterausfallgeld wurde in der gesetzlichen Schlechtwetterzeit (1. November bis 31. März) ab der 101. witterungsbedingten Ausfallstunde geleistet. Voraussetzung war die so genannte Winterausfallgeldvorausleistung. Das bedeutete für das Bauhauptgewerbe, dass die Arbeitgeber für die ersten 100 Ausfallstunden Lohn zahlen mussten, wobei der Lohn für die ersten 30 Ausfallstunden von den Arbeitnehmer dadurch finanziert wurde, dass sie Urlaub oder ein entsprechendes Zeitguthaben einbringen mussten. Die Winterausfallgeldvorausleistung und den Wegfall der Lohnzahlungspflicht ab der 101. Ausfallstunde wurden flankierend von den Tarifvertragsparteien in allgemeinverbindlichen Tarifverträgen geregelt.
Das Winterausfallgeld wurde aus dem Beitragsaufkommen zur Bundesagentur für Arbeit finanziert. Indem die Arbeitgeber teilweise von dem Lohnzahlungsrisiko bei witterungsbedingtem Arbeitsausfall entlastet wurden, sollten witterungsbedingte Kündigungen vermieden werden.
Das Winterausfallgeld wurde zum 1. April 2006 abgeschafft. Durch das Gesetz zur Förderung ganzjähriger Beschäftigung vom 24. April 2006 wurde stattdessen das Saison-Kurzarbeitergeld eingeführt. Vor der Einführung des Winterausfallgeldes hatte es das Schlechtwettergeld gegeben.

## Steuerliche Behandlung
Das Winterausfallgeld war steuerfrei (§ 3 EStG), unterlag aber dem steuerlichen Progressionsvorbehalt.